# A Virgem do Rosário (Murillo)
A Virgem do Rosário é uma pintura a óleo sobre tela realizada pelo pintor sevilhano Bartolomé Esteban Murillo entre 1650 e 1655. Faz parte da coleção permanente do Museu do Prado, em Madrid, e está inventariada com o número P00975. Anteriormente esteve localizada no Mosteiro do Escorial — pelo qual também é conhecida como Virgem do Escorial — e no Palácio Real de Madrid. Existem três outras versões similares deste quadro espalhados em diferentes lugares do mundo.

## Antecedentes
Durante o século XVII, Sevilha viveu a era mais brilhante de sua escola pictórica. Grandes pintores, como Francisco de Zurbarán e Alonso Cano, fizeram parte de seu trabalho nesta cidade, e Murillo praticamente não se mudou de Sevilha. Depois de passar por vários estilos pictóricos, desde o tenebrismo até as obras de sua maturidade, nota-se na técnica do pintor a influência das pinturas italiana e flamenga — cujos principais representantes são, respectivamente, Rafael Sanzio e Anton van Dyck —, com pinceladas soltas e toques de luz quase impressionistas que deixam suas obras envoltas em uma atmosfera "vaporosa" e de um colorido cálido.
Murillo foi um pintor eminentemente religioso, como evidenciado em suas obras e em sua ideologia pessoal. Foi assim que Vicente Carducho o definiu em seus Diálogos de Pintura de 1633, onde afirma que "Murillo representava os temas religiosos com propriedade e conveniência". Comprometido com a Contrarreforma católica e trabalhando a seu serviço, ele realizou a maior parte de suas obras com o objetivo de que elas fossem exibidas em lugares públicos, especialmente em igrejas e mosteiros. Seus personagens demonstram ternura e carinho, com um estilo simples e sem dramatizações; e por esta razão, a mensagem presente em sua pintura foi recebida pelo povo de maneira intimista. Na época, o artista era bem acolhido, e as personalidades religiosas representadas em sua obra passavam sensações de confiança e proteção aos expectadores. Seus principais clientes eram numerosas instituições eclesiásticas, que utilizaram suas obras como exemplo do movimento da contrarreforma; e também os ricos comerciantes que usavam seu trabalho para devoção particular.

## Tema
São Domingos de Gusmão afirmou que a Virgem apareceu-lhe a princípios do século XIII, nos arredores de Albi, na França, e lhe fez a entrega de um rosário pedindo-lhe que ele orasse e pregasse entre os homens. O santo cumpriu este pedido junto aos soldados liderados por seu amigo Simão IV de Monforte, antes da Batalha de Muret. A subsequente vitória nesta batalha seria, então, atribuída à Virgem Maria. Por esta razão, Monforte erigiu a primeira capela dedicada a esta invocação na igreja de Saint Jacques de Muret. 
Em 1571, Pio V declarou como data de sua celebração o dia 7 de outubro, aniversário da vitória na Batalha de Lepanto, onde as forças cristãs derrotaram os turcos que invadiram a Europa — uma vitória atribuída à Mãe de Deus — denominando-na Nossa Senhora das Vitórias. Seu sucessor, Gregório XIII, mudou seu nome para Nossa Senhora do Rosário. 
Após o Concílio de Trento, a Contrarreforma católica promoveu uma grande onda de misticismo, meditação e oração pessoal, em particular o rosário. Isso aumentou a devoção e adoração à Virgem do Rosário e, portanto, a demanda por suas representações em imagens escultóricas e pictóricas. Embora a Espanha e a Itália tenham sido os países onde mais havia esta demanda, sabe-se que o mesmo fenômeno foi estendido por outros países europeus. Um exemplo disso é que, para combater a praga da peste, Van Dyck foi convidado a "fazer uma pintura da Virgem do Rosário".
Murillo fez uma de suas primeiras versões deste tema para os dominicanos do antigo convento de São Tomás de Sevilha, a chamada "Virgem dando o Rosário a São Domingos", datado entre 1638-1640 e preservado no Palácio Arcebispal em Sevilha. Várias obras intituladas "Virgen del Rosario" (Virgem do Rosário) foram catalogadas, algumas atribuídas a ele e outras à sua oficina. Contudo, existem apenas três outras versões semelhantes ao quadro que está no museu do Prado, são elas:
- o do Museu do Louvre, depositado e exposto no Museu Goya de Castres;
- o que está no Palácio Pitti, em Florença;
- a do Texas, obra que esteve no Convento do Carmo de Sevilha e que, após ser vendida diversas vezes, teve seu paradeiro desconhecido até ser recentemente localizada[10].

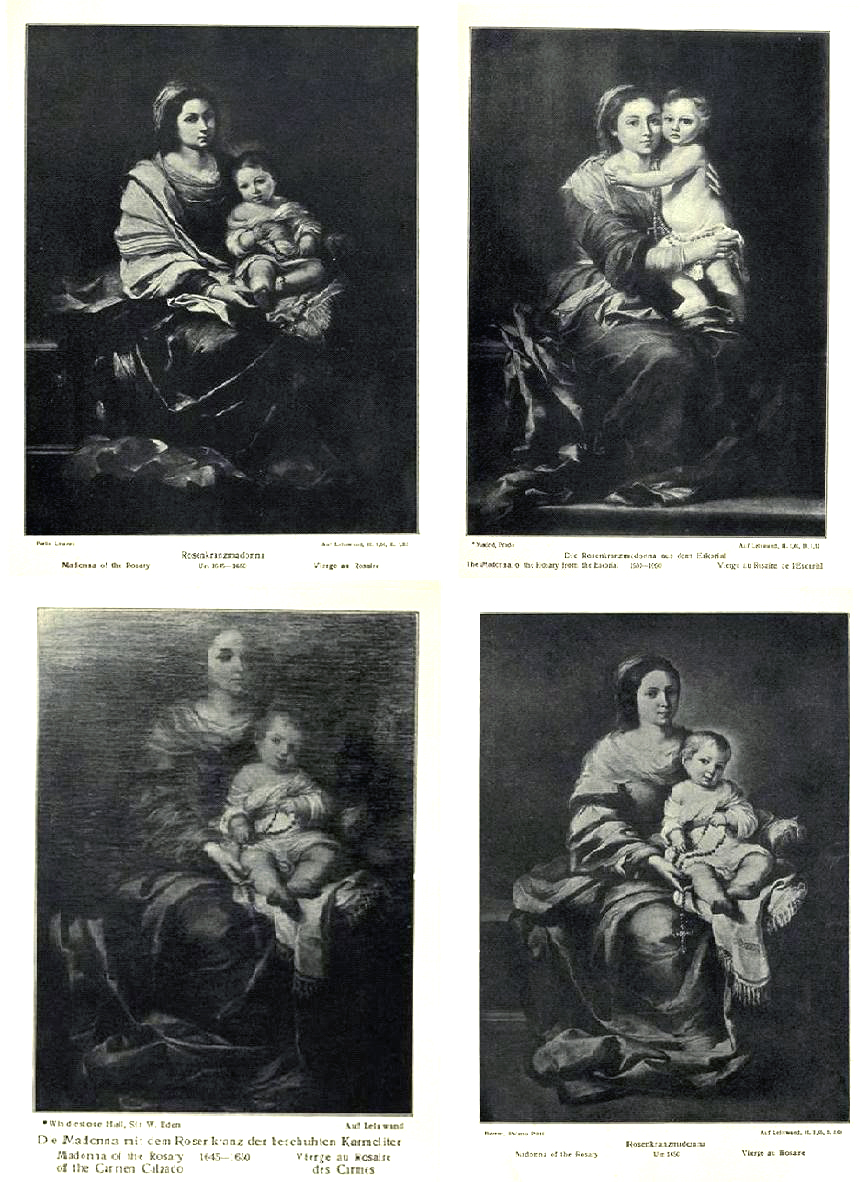
Fotografia publicada em The work of Murillo. N. York Brentano's em 1913, onde estão representadas as quatro versões da obra.
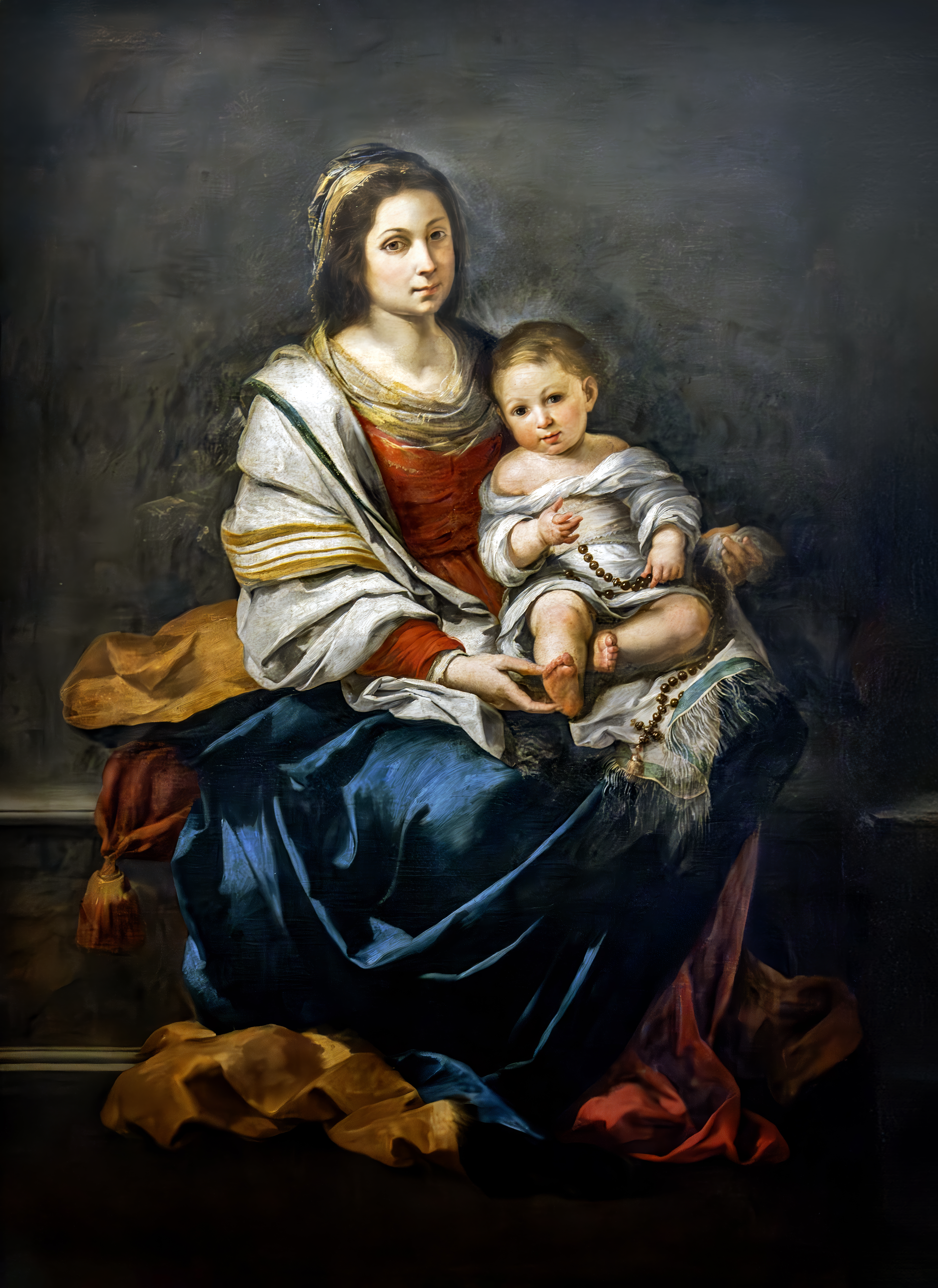
Museu do Louvre depositada no Museu Goya de Castres.
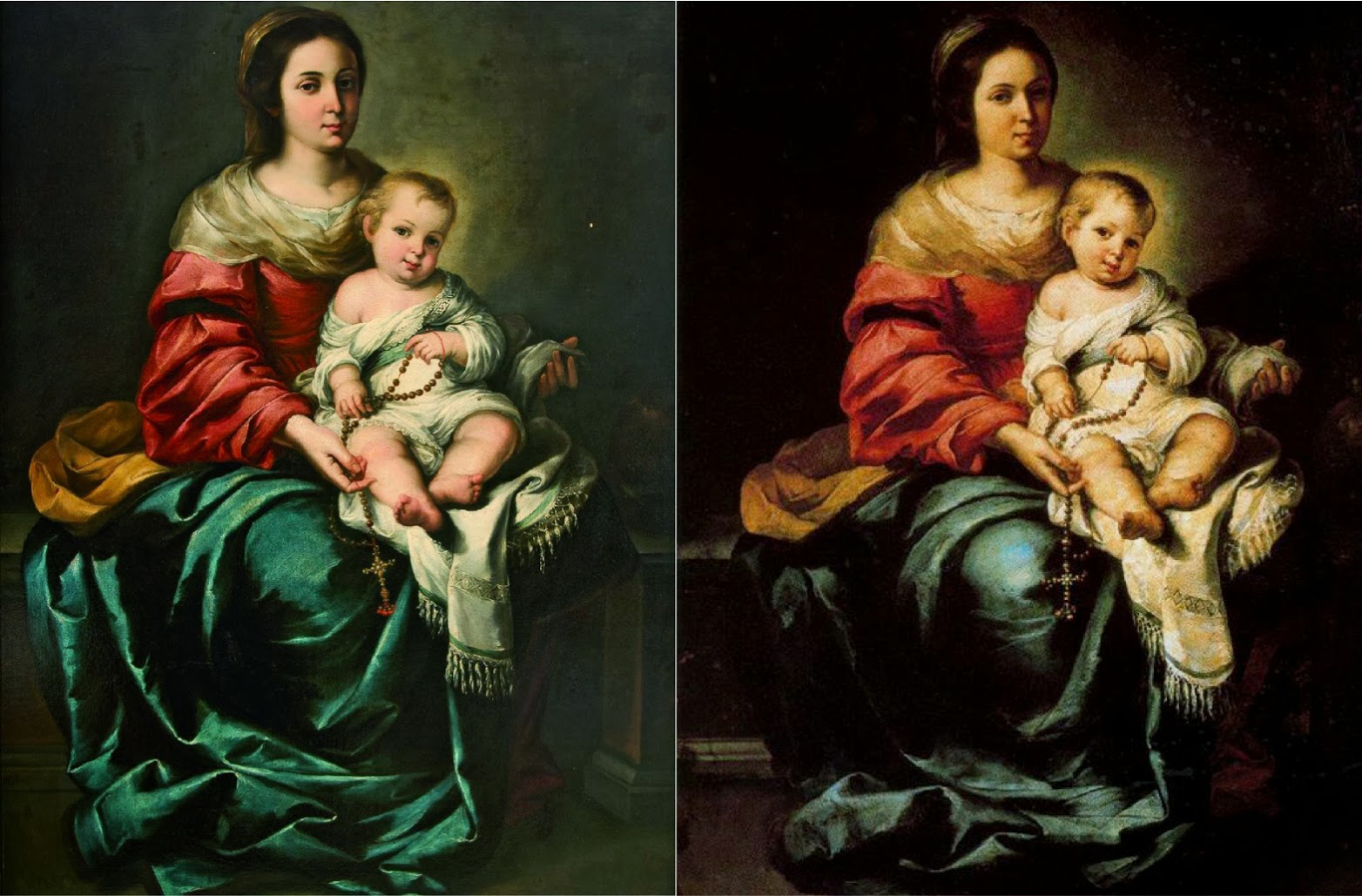
Versão encontrada no Texas (esquerda) e a do Palácio Pitti (direta), as duas mais semelhantes entre si.

## Descrição

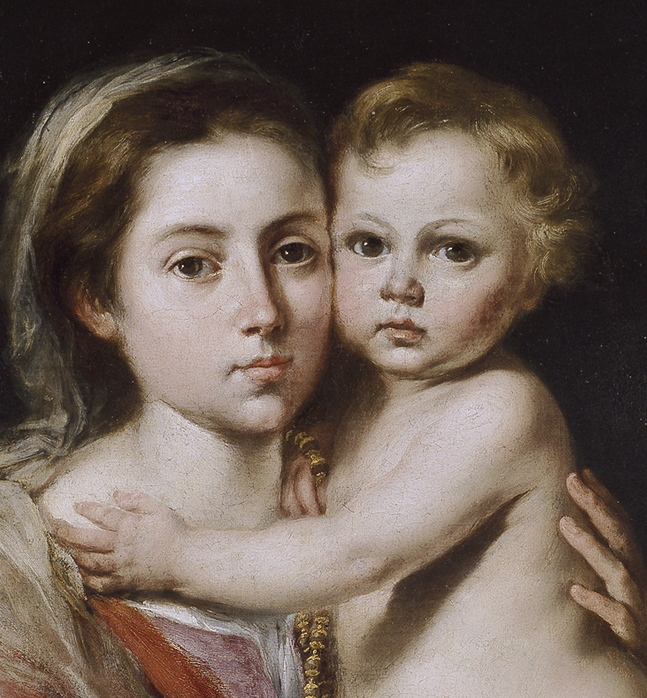
Detalhe dos rostos representados na pintura.

A obra apresenta como protagonistas singulares Maria e seu filho Jesus, formando uma composição piramidal de aspecto sólido e monumental. Maria aparece representada muito jovem, quase na adolescência; está em uma posição estática, sentada em um banco de pedra com a criança em seus braços, de pé e encostado no joelho esquerdo da mãe. Ambos seguram um rosário com as respectivas mãos direitas. A colocação dos personagens deste modo propicia o encontro de ambos os rostos — mãe e filho — na mesma altura, com as bochechas roçando suavemente. Esta imagem está repleta de uma grande doçura e ternura. Ao contrário de outras iconografias do mesmo tipo pintadas por Diego Velázquez ou Alonso Cano, onde os personagens têm os olhos mais baixos ou os olhares cruzados, Murillo apresenta tanto a mãe como a criança com o olhar voltado para frente, dirigido ao espectador. O menino está nu, coberto ligeiramente com um pano branco segurado por sua mãe. Maria veste roupas vermelhas e azuis, com muitas dobras, e um delicado véu cobre seus cabelos e envolve o decote até cair sobre o quadril. O vestido apresenta muitas dobras, feitas com pinceladas soltas, com certos toques de luz, colocados em todas as roupas, que sugerem um tipo de influência da pintura flamenga e genovesa da época. Todo o conjunto está em um fundo neutro e obscuro que destaca o efeito de grande volume do trabalho.

### Outra descrição
No catálogo do museu do Prado realizado por Pedro de Madrazo y Kuntz em 1872, é feita a seguinte descrição da obra:
| “                          | Sentada a Virgem em um pedestal de pedra de caráter arquitetônico, tem abraçado, e com um pé sobre sua coxa esquerda, o Infante divino. Este, unindo seu rosto com o de sua santa Mãe, olha para o espectador e coloca a mão esquerda no pescoço de Maria. Entre esta e seu Filho, existe um rosário, do qual remete o nome do quadro. O Menino está todo nu. A Virgem tem um vestido bordado em uma túnica interna rosada, e o manto azul jogado para trás com uma das extremidades em ambas as coxas. Um leve véu amarelado cai de sua cabeça até o quadril direito - figuras de corpo inteiro e tamanho natural. Estilo chamado cálido. | ” |
| — Pedro de Madrazo y Kuntz | |   |

## Análise
Uma das características mais importantes da pintura de Murillo é a sua capacidade de imprimir uma inventividade em suas composições, mas também de usar diferentes fontes de inspiração e conhecimento corretamente. Dentro dessa renovação, ele aprendeu a expressar o sentido próprio da arte barroca, dando movimento e dinamismo à sua pintura. Ele conseguiu tudo isso graças a ser, também, um excelente desenhista e um bom observador da realidade, além de saber transmitir todos os tipos de gestos e atitudes com grande naturalidade. Seu tratamento da luz evoluiu, e passou de iluminação uniforme em seus primórdios artísticos para alcançar efeitos de contraste claroscuro; Ao mesmo tempo, ele olhou para transições suaves entre escuridão e leveza, e assim obteve algumas gradações que transmitem uma sensação de profundidade. Suas pinceladas, além de serem aplicadas livremente, são feitas com uma tinta espessa que permite que as impressões deixadas pelo pincel sejam apreciadas. A qualidade da matéria tratada por Murillo neste trabalho é especialmente demonstrada no virtuosismo com que ele pinta o véu que cobre levemente a cabeça de Maria e a queda volumosa das dobras de suas roupas.